# Singapore Open 1996
Il Singapore Open 1996 è stato un torneo di tennis giocato sul sintetico indoor. 
È stata la 5ª edizione maschile del Singapore Open che fa parte della categoria World Series nell'ambito dell'ATP Tour 1996.
Si è giocato a Singapore dal 30 settembre al 6 ottobre 1996.

## Campioni

### Singolare
Jonathan Stark ha battuto in finale  Michael Chang con il punteggio di 6–4, 6–4

### Doppio
Todd Woodbridge /  Mark Woodforde hanno battuto in finale  Martin Damm /  Andrej Ol'chovskij con il punteggio di 7–6, 7–6